# Хасинай
Конфедерация хасинай (на языке кэддо Hasí:nay, другие названия — Hasini, Asenai, Asinai, Assoni, Asenay, Cenis and Sannaye) — крупная конфедерация племён Великих равнин, говоривших на каддоанских языках. Обитали между реками Сабина (Техас и Луизиана) и Тринити (восточный Техас). Среди испанцев были известны как Texas (от слова táyshaʔ, «друг» на языке кэддо, с испанским окончанием множественного числа -s), откуда произошло название штата Техас.

## Численность
Когда-то их численность составляла 10 000 человек, но, после того, как испанцы занесли оспу, их численность сократилась вдвое, теперь она составляет лишь 2 000 человек.